# Agisra
Agisra e. V. (Arbeitsgemeinschaft gegen internationale sexuelle und rassistische Ausbeutung) unterhält eine Informations-, Bildungs- und Beratungsstelle, die sich für die Rechte von Migrantinnen einsetzt. Das Angebot ist kostenlos und anonym und umfasst die allgemeine und psychosoziale Beratung für Frauen, die von unterschiedlichen Formen von Gewalt – z. B. häuslicher und sexualisierter Gewalt, Zwangsheirat, Zwangsprostitution oder Frauenhandel – betroffen sind. Außerdem geben die Mitarbeiterinnen von Agisra Informationen über aufenthaltsrechtliche Fragen, begleiten sie zu Behörden und Prozessen. Auch die Vermittlung in Unterkünfte (z. B. Frauenhäuser), zu Rechtsanwälten und Ärzten u. ä. wird von Agisra übernommen. Das kostenfreie Hilfetelefon ist bundesweit erreichbar. Darüber hinaus bietet der Verein Sprachunterricht an.
Agisra entstand in den 1980er Jahren als bundesweites Netzwerk von politisch arbeitenden Regionalgruppen. Die Selbsthilfegruppen bestanden aus Migrantinnen und Nicht-Migrantinnen.

## Geschichte

### Anfänge
Anfang der 1980er begann innerhalb der deutschen Frauenbewegung die Diskussion über die Mehrfachdiskriminierung migrantischer Frauen. Thematisiert wurde neben patriarchalen Abhängigkeiten ebenso der Rassismus, den es auch bei den Aktivistinnen selbst gab. Bundesweite Vernetzungstreffen von deutschen und migrantische Frauengruppen wurden erstmals organisiert. Über 1.000 Teilnehmerinnen nahmen an der Konferenz Sind wir uns denn so fremd? vom 23. bis 25. März 1984 in Frankfurt am Main teil. Hier wurden einerseits gemeinsame feministische Ziele betont, andererseits fand auch eine kritische Auseinandersetzung mit eigenen Sichtweisen statt. Unter den deutschen Teilnehmerinnen wurde das Bewusstsein über die Mechanismen und Wirkungen der Marginalisierung geschärft. Die Teilnehmerinnen diskutierten zu den Themen Kommunales Wahlrecht, Recht auf Familienzusammenführung für Arbeitsmigrantinnen und § 218. Der Kongress wandte sich gegen die geplanten Verschärfungen des Ausländergesetzes durch Innenminister Friedrich Zimmermann, die die Zahl der im Land lebenden Migranten und Migrantinnen massiv reduzieren sollte. Gemeinsam forderten die Frauen die Abschaffung des damaligen § 19 Arbeitsförderungsgesetz, das die Aufenthaltserlaubnis migrierter Frauen an ihre Ehemänner knüpfte. Nach der Konferenz gründeten sich an verschiedenen Orten neue Gruppen, die feministische und antirassistische politische Arbeit verknüpften.

### Koordinierungsstelle in Frankfurt
In Frankfurt war ab 1984 die Arbeitsgemeinschaft gegen internationale sexuelle und rassistische Ausbeutung (Eigenschreibweise agisra) zentral organisiert. Sogenannter Prostitutionstourismus und Solidaritätsaktionen für die Demokratiebewegungen in asiatischen Ländern waren inhaltliche Themen der politischen Arbeit. Im II. Vernetzungstreffen gegen Frauenhandel und Prostitutionstourismus vom 21. bis 23. November 1986 trafen sich in Frankfurt 70 Frauen aus der ganzen Bundesrepublik zum Austausch. Die Frauen verstanden sich als Regionalgruppen der Arbeitsgemeinschaft mit einer Koordinierungsgruppe in Frankfurt und gaben zentrale Flugblätter als Agisra heraus. Regionalgruppen, die teilweise ausschließlich aus Migrantinnen bestanden, gab es damals beispielsweise in Hamburg, München und Kassel. Ab 1986 unterhielt Agisra in Frankfurt ein eigenes Büro, dass 1987 offiziell eingeweiht wurde. Die ehrenamtlichen und hauptamtlichen Frauen arbeiteten als Selbsthilfegruppe, informierten und machten Pressearbeit, waren als Streetworkerinnen tätig und vernetzten sich mit anderen Institutionen. 1986 beherbergte Agisra Frankfurt die erste vorläufige Koordinationsstelle gegen Frauenhandel (später Bundesweiter Koordinierungskreis gegen Frauenhandel und Gewalt an Frauen im Migrationsprozess – KOK e.V.). Von hier aus wurde über mehrere Jahre ein Beratungsstellennetzwerk aufgebaut. Im Jahr 2003 gaben sie mit Terre des Femmes e.V. und KOK e.V. die Schattenberichte zum 5. Staatenbericht der Bundesregierung Deutschland, 2003 zum Übereinkommen der Vereinten Nationen zur Beseitigung jeder Form der Diskriminierung der Frau (CEDAW) heraus. Von 1991 bis 2003 gab Agisra die Zeitschrift Rundbrief in 35 Heften heraus. Die Frankfurter Agisra-Gruppe bestand bis 2004.

### Köln
Heidi Thiemann, eine Ethnologin aus Köln, engagierte sich bereits vor der Vereinsgründung in Köln in der Arbeitsgemeinschaft Agisra gegen Frauenhandel. Agisra existierte damals schon als Kölner Regionalgruppe des bundesweiten Zusammenschlusses von Gruppen und Einzelpersonen. 1993 baute Thiemann mit Jacqueline Crawford sowie zwei Studentinnen der Sozialen Arbeit ein Agisra-Büro auf. Durch den Wunsch der Studentinnen, bei der Regionalgruppe ein Praktikum zu absolvieren, wurde der Schritt zur Vereins- und Bürogründung vollzogen. Die ehrenamtlich arbeitende Gruppe bot zusätzlich eine Telefonberatung von „Frauen oder Personen, die […] mit dem Geschäft der ‚Ware Frau‘“ betroffen waren, an.
Der Verein Agisra e.V. Köln finanzierte die ersten bezahlten Personalstellen über Arbeitsbeschaffungsmaßnahmen (ABM-Stellen). Bei der Stellenvergabe profitierten die Kölnerinnen von den Erfahrungen der Frankfurterinnen. Bei der Arbeitsplatzvergabe gab es dort internene Machtkämpfe zwischen den Deutschen, den migrantischen Frauen sowie den Frauen verschiedener Hautfarben. Insbesondere wurde dabei der Einfluss von Strukturellem Rassismus innerhalb der Frauengruppen und die Auswirkung auf die Arbeitsstellen diskutiert. Agisra Frankfurt machte deshalb als eines der ersten Frauenprojekte ein Antirassismus-Training. In der Folge erhielten in Köln die Migrantinnen die meisten bezahlten Stellen. Die beiden ersten Vollzeitstellen wurden jeweils mit einer Deutschen und einer Migrantin aus dem Iran besetzt, mit Heidi Thiemann und der Politikwissenschaftlerin und Pädagogin Behshid Najafi.
Behshid Najafi vertrat Agisra e.V. als erstes Mitglied ab 1996 in der Härtefallkommission des Landes Nordrheinwestfalen. Sie kritisierte bald mangelnde Spielräume bei der Beseitigung von Ungerechtigkeiten, bemängelte die Alibi-Funktion und verließ das Gremium nach eineinhalb Jahren.
In Köln beteiligte sich Agisra am Aufbau des Bunten Frauennetzwerks, einem Bündnis aus verschiedenen Kölner Migrantinnenorganisationen. Auch der kommunale Runde Tisch gegen Frauenhandel geht auf ihre Initiative zurück. Im Unterschied zu Agisra Frankfurt förderte Agisra Köln die Selbstorganisation der Betroffenen. Die Themenfelder Migration, Rassismus und Sexismus sollten im größeren Kontext gesehen werden, Stereotype sich nicht verhärteten.
Im Jahr 2011 wurde beschrieben, die Frauenorganisation Agisra gehöre zu den „ursprünglich kleine[n] Vereine[n, die] sehr professionell soziale und gesellschaftliche Aufgaben übernehmen und eine regionale, landes- oder bundesweite Bedeutung erlangt haben.“

## Angebote
Der Verein bietet psychosoziale Beratung sowie traumasensible Beratung für Migrantinnen bei Amtsangelegenheiten und sozialrechtlichen Fragen, Asylverfahren und Aufenthaltsrecht u. a. bei Häuslicher Gewalt, Frauen- und Mädchenhandel, Familien- und Generationskonflikten, sexistischer und rassistischer Diskriminierung und Gewalt, Krisensituationen, sexuellem Missbrauch, Vergewaltigung und Nötigung, Genitalverstümmelung, Zwangsverheiratung und Zwangsprostitution.
Dazu wird Begleitung und Unterstützung bei Behördengängen, Strafprozessen, Unterbringung in Frauenhäusern sowie Vermittlung von Ärzten und Rechtsanwälten gewährt.
Die Leistungen sind für die Betroffenen kostenlos und anonym. Sie sind unabhängig von der sozialen und ethnischen Herkunft der Frauen, der Religion, dem Alter, der sexuellen Orientierung, den Sprachkenntnissen oder dem Aufenthaltsstatus.

## Bildungs- und Öffentlichkeitsarbeit
Ein weiteres Tätigkeitsfeld des Vereins ist die Informations-, Lobby-, Bildungs- und Öffentlichkeitsarbeit. Die Mitarbeiterinnen von Agisra halten Gastvorträge an unterschiedlichen Institutionen oder im Rahmen von Fortbildungsworkshops für Multiplikatorinnen und geben Interviews u. a. in den Bereichen Gewalt gegen Frauen im Migrationsprozess, Frauenhandel und Rassismus. Anlässlich des fünften Jahrestages der Kölner Silvesternacht gab Agisra dem WDR, der Kölnischen Rundschau und dem Tagesspiegel, der Berliner Morgenpost, der TAZ, dem Weser Kurier, N-tv und der Deutschen Welle Interviews.
Forderungen des autonomen, feministischen Vereins sind „Menschenrechte für Migrantinnen* und geflüchtete Frauen* sowie die rechtliche und soziale Gleichstellung von Migrantinnen* in der Gesellschaft.“ Dafür engagieren sie sich innenpolitisch. Der Verein ist kommunal, landesweit, bundesweit und europaweit vernetzt.

## Organisationsstruktur
Agisra Köln ist ein eingetragener Verein und steuerlich als gemeinnützig anerkannt. Die Mitarbeiterinnen wählen seit November 2016 ein vierköpfiges Leitungsteam. Stand 2021 gab es 18 in Teilzeit und Vollzeit beschäftigte Mitarbeiterinnen (überwiegend Migrantinnen) sowie 26 ehrenamtliche Mitarbeiterinnen und 38 Praktikantinnen. Mit ehrenamtlicher Tätigkeit wurde der Verein zusätzlich in den Bereichen Webdesign, technischer Support, Supervision und Rechtsberatung unterstützt.
Der 1999 gegründete Förderverein agisra Köln e.V. unterstützt den Verein agisra Köln e.V. ideell und finanziell.

## Finanzierung
Schwierigkeiten bei der Finanzierung und prekäre Personalstellen prägten die Vereinstätigkeit über viele Jahre. Insbesondere die Abschaffung der ABM-Maßnahmen zur Jahrtausendwende bedeutete einen prägnanten Einschnitt. Seither finanziert sich der Verein über EU-, Bundes-, Landes-, und Kommunal-Zuschüsse sowie Spendengelder und Fördermittel aus Stiftungsfonds. Auch über Honorare werden Finanzmittel generiert.

## Auszeichnungen
Im Jahr 2001 erhielt Agisra den mit 15 000 Mark dotierten Preis der Bilz-Stiftung.
2016 zeichnete Springer Medizin den Verein Agisra mit dem 1. Preis im CharityAward aus.
Im Jahr 2022 verlieh die Stadt Köln der langjährigen Agisra-Vorsitzenden Behshid Najafi für ihr außergewöhnliches Engagement im Bereich Frauenrechte sowie den Einsatz im Kampf gegen Sexismus und Rassismus mit dem Else-Falk-Preis. Bereits 2015 war sie für den Taz-Panter-Preis nominiert, unter anderem für ihr Engagement für Frauen ohne Ausweisdokumente.